# Амін Юнес
Амін Юнес (нім. Amin Younes; нар. 6 серпня 1993, Дюссельдорф, Німеччина) — німецький футболіст ліванського походження, півзахисник клубу «Шальке 04» і національної збірної Німеччини.

## Клубна кар'єра

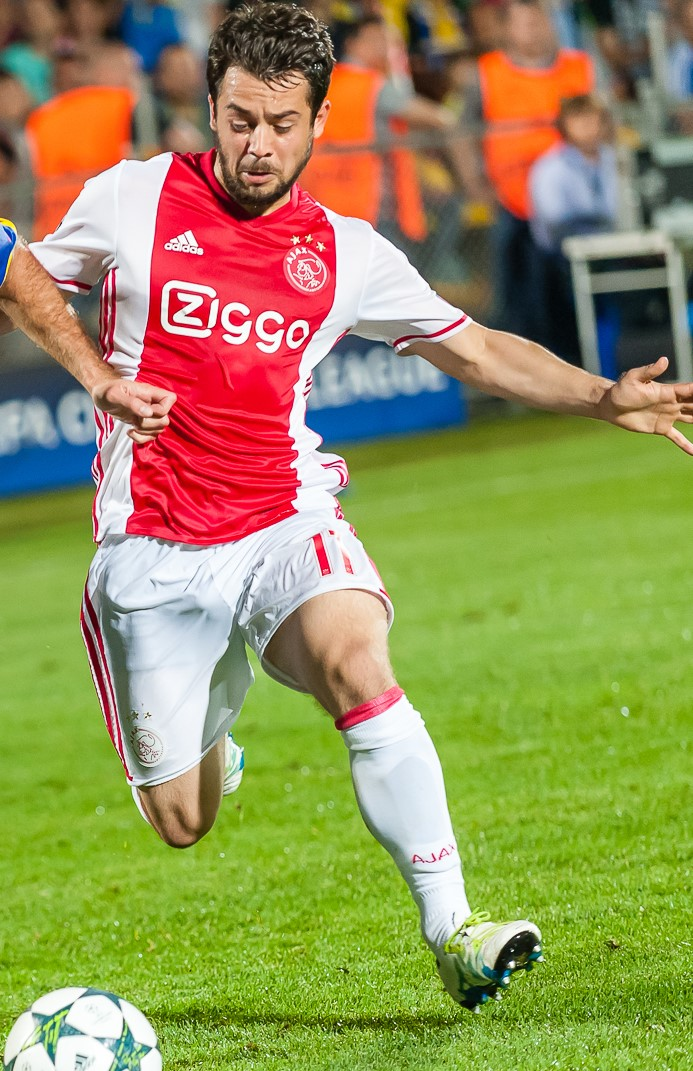
Амін у складі амстердамського «Аякса»

Амін почав займатися футболом в дитячій команді «Унтеррат», куди його привів батько, сам у минулому ліванський футболіст. У 2000 році Юнес вступив у футбольну академію менхенгладбахської «Боруссії». У 2009 році він допоміг юнацькій команді посісти друге місце в юнацькому чемпіонаті. У 2011 році Амін був включений в заявку основи. У квітні 2012 року в матчі проти клубу «Ганновер 96» Юнес дебютував у Бундеслізі, замінивши у другому таймі Тоні Янчке. У наступному сезоні Амін став частіше виходити на поле, але був гравцем ротації. 24 лютого 2013 року в поєдинку проти дортмундської «Боруссії» він забив свій перший гол за команду.
Влітку 2014 року для отримання ігрової практики Юнес на правах оренди перейшов в «Кайзерслаутерн». 24 серпня в матчі проти брауншвейгського «Айнтрахта» він дебютував у Другій Бундеслізі. 17 жовтня в поєдинку проти «Хайденхайма» Амін забив свій перший гол за «Кайзерслаутерн».
Влітку 2015 року Юнес на правах вільного агента приєднався до амстердамського «Аяксу», підписавши контракт на три роки. 17 серпня в матчі проти «Хелмонд Спорт» він дебютував у Еерстедивізі за дублюючий склад клубу. 14 вересня в поєдинку проти «Телстар» Амін забив перший гол за дублерів. 26 вересня в матчі проти «Гронінгена» він дебютував в Ередивізі. 4 жовтня в поєдинку проти ПСВ Юнес забив свій перший гол за «Аякс». Загалом відіграв за амстердамську команду три сезони.
У липні 2018 року на правах вільного агента уклав контракт з італійським «Наполі». В італійській команді був гравцем ротації, провівши за два сезони 27 матчів в усіх турнірах.
3 жовтня 2020 року повернувся на батьківщину, приєднавшись на умовах дворічної оренди до франкфуртського «Айнтрахта».

## Кар'єра у збірній
У 2015 році в складі молодіжної збірної Німеччини Амін взяв участь у молодіжному чемпіонаті Європи в Чехії. На турнірі він зіграв у матчі проти Сербії, Чехії та Португалії.
Незважаючи на відсутність досвіду виступів за першу команду, 17 травня 2017 року тренер національної збірної Німеччини Йоахім Лев включив Юнеса в заявку команди на Кубок конфедерацій 2017 року. На цьому турнірі провів дві гри і відзначився голом у ворота збірної Мексики.

## Статистика виступів

### Статистика клубних виступів
Станом на 22 липня 2020 року
| Сезон                   | Команда                 | Чемпіонат               | Чемпіонат | Чемпіонат | Національний кубок | Національний кубок | Національний кубок | Континентальні кубки | Континентальні кубки | Континентальні кубки | Інші змагання | Інші змагання | Інші змагання | Усього | Усього |
| Сезон                   | Команда                 | Ліга                    | Ігор      | Голів     | Ліга               | Ігор               | Голів              | Ліга                 | Ігор                 | Голів                | Ліга          | Ігор          | Голів         | Ігор   | Голів  |
| ----------------------- | ----------------------- | ----------------------- | --------- | --------- | ------------------ | ------------------ | ------------------ | -------------------- | -------------------- | -------------------- | ------------- | ------------- | ------------- | ------ | ------ |
| 2011–12                 | «Борусія» (М)           | БЛ                      | 1         | 0         | КН                 | -                  | -                  | -                    | -                    | -                    | -             | -             | -             | 1      | 0      |
| 2012–13                 | «Борусія» (М)           | БЛ                      | 11        | 1         | КН                 | 0                  | 0                  | ЛЄ                   | 2                    | 0                    | -             | -             | -             | 13     | 1      |
| 2013–14                 | «Борусія» (М)           | БЛ                      | 14        | 0         | КН                 | 0                  | 0                  | -                    | -                    | -                    | -             | -             | -             | 14     | 0      |
| Усього за «Борусію» (М) | Усього за «Борусію» (М) | Усього за «Борусію» (М) | 26        | 1         |                    | 0                  | 0                  |                      | 2                    | 0                    |               | -             | -             | 28     | 1      |
| 2014–15                 | «Кайзерслаутерн»        | 2БЛ                     | 14        | 2         | КН                 | 1                  | 0                  | -                    | -                    | -                    | -             | -             | -             | 15     | 2      |
| 2015–16                 | «Аякс»                  | ЕД                      | 27        | 8         | КН                 | 2                  | 0                  | ЛЧ+ЛЄ                | 0+6                  | 0                    | -             | -             | -             | 35     | 8      |
| 2016–17                 | «Аякс»                  | ЕД                      | 29        | 3         | КН                 | 1                  | 0                  | ЛЧ+ЛЄ                | 3+15                 | 0+4                  | -             | -             | -             | 48     | 7      |
| 2017–18                 | «Аякс»                  | ЕД                      | 13        | 1         | КН                 | 0                  | 0                  | ЛЧ+ЛЄ                | 2+2                  | 0+1                  | -             | -             | -             | 17     | 2      |
| Усього за «Аякс»        | Усього за «Аякс»        | Усього за «Аякс»        | 69        | 12        |                    | 3                  | 0                  |                      | 28                   | 5                    |               | -             | -             | 100    | 17     |
| 2018–19                 | «Наполі»                | A                       | 12        | 3         | КІ                 | 1                  | 0                  | ЛЧ+ЛЄ                | 0+3                  | 0                    | -             | -             | -             | 16     | 3      |
| 2019–20                 | «Наполі»                | A                       | 9         | 1         | КІ                 | 1                  | 0                  | ЛЧ                   | 1                    | 0                    | -             | -             | -             | 11     | 1      |
| Усього за «Наполі»      | Усього за «Наполі»      | Усього за «Наполі»      | 21        | 4         |                    | 2                  | 0                  |                      | 4                    | 0                    |               | -             | -             | 27     | 4      |
| Усього за кар'єру       | Усього за кар'єру       | Усього за кар'єру       | 130       | 19        |                    | 6                  | 0                  |                      | 34                   | 5                    |               | -             | -             | 170    | 24     |

### Статистика виступів за збірну
Станом на 1 червня 2019 року
| Дата      | Місто          | Господарі | Результат | Гості       | Турнір             | Голи | Примітки |
| --------- | -------------- | --------- | --------- | ----------- | ------------------ | ---- | -------- |
| 6-6-2017  | Брондбю        | Данія     | 1 – 1     | Німеччина   | товариський матч   | -    | 66'      |
| 10-6-2017 | Нюрнберг       | Німеччина | 7 – 0     | Сан-Марино  | Відбір до ЧС 2018  | 1    |          |
| 25-6-2017 | Сочі           | Німеччина | 3 – 1     | Камерун     | Кубок Конфедерацій | -    | 80'      |
| 29-6-2017 | Сочі           | Німеччина | 4 – 1     | Мексика     | Кубок Конфедерацій | 1    | 81'      |
| 8-10-2017 | Кайзерслаутерн | Німеччина | 5 – 1     | Азербайджан | Відбір до ЧС 2018  | -    | 69'      |
| Усього    |                | Матчів    | 5         |             | Голів              | 2    |          |

## Титули і досягнення
- «Наполі»:

Володар Кубка Італії (1): 2019-20
- Німеччина:

Володар Кубка конфедерацій (1): 2017